# Генадиј Короткевич
Генадиј Владимирович Короткевич (рус. Геннадий Владимирович Короткевич рођен 25. септембра 1994. године) белоруски је спортски програмер који је освојио многа интернационална такмичења као и велики број националних такмичења још од 11. године. Његов највећи успех укључује 6 узастопних златних медаља из Интернационалне олимпијаде из информатике као и освојено светско првенство 2013. и 2015. године из Интернационалног студентског такмичења из програмирања. Од марта 2016. године, Короткевич је тренутно најбољи такмичар на Кодфорсису и други најбољи такмичар на Топкодеру.

## Биографија
Короткевич је рођен у Гомељу, југоисочној Белорусији. Његови родитељи, Владимир и Људмила Короткевич, програмери су на математичком Франкис универзитету. Кад је имао 8 година, отац му је направио игрицу коју је могао да користи да би научио програмирање што је младог Генадија заинтереосвало још више за свет рачунара.
Упорност његових родитеља имала је значајни утицај на њега, његова мајка се консултовала са њеним колегом Михајлом Долинским, који је дао Генадију књигу везану за такмичарско програмирање. Долински, један од најбољих информатичара као и професор у Белорусији, рекао је, "Месеци су пролазили, без икаквих вести од Људмиле". Не пуно након што је помислио да Генади ипак није био заинтересован за такмичарско програмирање. Не након што је Долински помислио да је Генадиј одустао од света рачунара, Људмила му је саопштила да је Генади освојио друго место на националној олимпијади, што му је омогућило аутоматски пролаз на било који технички универзитет без полагања пријемног испита. Он је успео да реши проблем тела који плута на води, а у то време, Генади уопште није имао знање о Архимедовом закону."
Короткевич је први пут привукао пажњу када се квалификовао на Интернационалну олимпијаду из информатике (ИОИ) 2006. године када је имао само 11. година, што је било први пут у историији ИОИ-а до тада да се неко тако млад квалификује.
Показао је невероватан успех где је освојио сребрну медаљу на свом првом интернационалном такмичењу. До данас, он је најуспешнији такмичар у историји интернационалне олимпијаде.
Почетком 2009. године на олимпијади у Плодиву, четрнаестогодишњи Короткевич је рекао за свој успех: "Испробавам разне тактике, где је нека од њих кључ решавања проблема. Ја нисам геније. Ја сам једноставно добар у ономе шта радим". Он тврди ни да није провео више од 3-4 сата на рачунару сваки дан, као и да су једни од његових хобија поред такмичарском програмирања фудбал и стони тенис.
У пролеће 2012. године преселио се у Русију да би студирао на ИТМО универзитету. У лето 2013. године, помогао је свом универзитету да победи Универзитет у Шангају и Универзитет у Токију где су освојили 37. Интернационално првенство студената из информатике, одржано у Санкт Петербургу.
У интервјуу из 2014. године, Короткевич је рекао да није сигуран за планове након завршеног школовања. "Шта ће се даље десити тек треба да буде одлучено", навео је Генади. "Тренутно немам конкретне планове, као ни дугорочне. Тек сам завршио прву годину на универзитету. Тренутно ми је у плану да стекнем знање и завршим школу, а онда да одлучим шта ћу радити даље. Можда ћу се определити за науку. Али опет, нисам још ништа одлучио."

## Успеси у каријери
- Фејсбук хакер куп: победник 2014. и[9] 2015. године[10]
- Топкодер: Победник 2014. године[11]
- Гугл код џем: прво место 2014.[12] и 2015. године[13]
- Јандекс : Победник 2010,[14] 2013,[15] 2014.[16][17] и 2015. године[18]
- Руски код куп (Mail.Ru Group спонзор):[19] Победник 2014,[20] и 2013. године[21]
- Интернационално студентско такмичење из програмирања: Победник 2013.(тимско) и 2015. године[22] (team)
- Котлин Челенџ: Победник 2014. године[23]
- Интернационална олимпијада из информатике:Освојио је прво место као и златну медаљу 2009, 2010,[24] и 2011. године; златну медаљу 2007. године (20. место), 2008. године (7. место)[25] и 2012. (2. место).;[26][27] сребрну медаљу 2006. године (26. место).[28] Тренутно држи рекод у број освојених златних медаља као и број освојеног првог места(3).
- Руска олимпијада из информатике: Победник 2007, 2008,2009, 2010. и 2011. године[29]
- ТопКодер за средњпшколце: Победник 2010, и 2009. године[30]
- ВК куп: Освојено треЋе место 2012. године[31] (индивидуално) и победник 2014. године[32] (тимско)
- Снарк Њуз куп: Победник 2010, 2011, 2012, 2013, 2014. и 2015 године.
- Снарк Њуз летњи куп: Победник 2012, 2013, и 2014. године
- ВГ КУП: Тимско такмичење, победник 2013. године
- КРОК шампионат: Победник 2013. и[33] 2016. године[34]
- КодФорсис: Корменова медаља 2010, 2011. и 2012. године као најбољи учесник t[35][36][37]
- Челенџ 24: Победник 2013. године(тисмко)[38][39]
- Маратон24: Треће место 2015. године[40] (тимско)
- Дедлајн24: Треће место 2016. године[41] (тимско)
- У рунди 1B 2012. на Гугл код џем-у, освојио је перфектан резултат за само 54 минута.[42]
- 2015. године, такмичио се на ИМЦу где је освојио Златну медаљу, освојивши 47. место од укупног,[43] и 10. место као члан ИТМО универзитета.[44]
- ХакерЗемља - победник 2015. године

Такмичења која одржава КодФорсис
- Рокетон — Победник 2014. и 2015. године[14]
- Цепто код - Треће место 2014. године,[14] 2015 winner[45]
- Луксери куп — Победник 2015. године[14]